# アイボール・アース
アイボール・アースとは、自転と公転の同期が発生しており、それによって地形や構成が眼球に似た空間的特徴を持っている仮説上の惑星である。これは主に、液体が存在する可能性のある地球型惑星に対して使用される。これらの惑星では、自転と公転の同期によって空間に依存する温度勾配が発生する（惑星は恒星に面する側で高温になり、反対側で低温になる）。したがって、この温度勾配は、惑星の表面に液体が存在する可能性のある場所を、リング状または円盤状の領域に制限する可能性がある。
そのような惑星は、惑星のどちら側に液体が存在するかに応じて、さらに「熱い」アイボール・アースと「冷たい」アイボール・アースに分けられる。「熱い」アイボール・アースは通常、主星に近く、恒星に面する「目」の中心（昼側）は岩石でできており、反対側（夜側）には液体が存在する。「冷たい」アイボール・アースは、通常は主星から遠く離れており、主星に面する側に液体があり、残りの部分は氷と岩石で構成されている。
ほとんどの惑星は、十分に長い時間を経るうちに自転と公転の同期が発生する傾向があるため、特に他の主系列星より寿命がはるかに長い赤色矮星と褐色矮星を周回している惑星系では、眼球惑星は一般的であり、生命が存在している可能性があると考えられている。

## 潜在的な候補
ケプラー1652bは潜在的なアイボール・アースである。TRAPPIST-1系では、いくつかのアイボール・アースを含んでいる可能性がある。